# Storabborrtjärnen (Anundsjö socken, Ångermanland, 707258-159609)
Storabborrtjärnen är en sjö i Örnsköldsviks kommun i Ångermanland och ingår i Moälvens huvudavrinningsområde.